# Käku
Pour les articles homonymes, voir Kaku.
Käku est un village de la commune de Saaremaa (jusqu'en octobre 2017 commune de Lääne-Saare) du comté de Saare en Estonie.